# Света Богородица Долна
„Рождество Богородично“ или „Света Богородица Долна“ (на гръцки: Μονή Κάτω Παναγιάς) е православен манастир в Арта, Гърция.
Манастирът се намира близо до устието на река Арахтос в залива на Арта.
Манастирът е основан е около 1250 година от епирския деспот Михаил II Комнин и оттогава непрекъснато е функционарил като женски манастир. Манастирът е свързан с Теодора Петралифина, която прекарва последните 10 години от живота си тук като монахиня.  От първоначалния манастирски комплекс е оцелял само католиконът. Манастирската църква е със стенописи от различни исторически периоди, включително и от времето на изграждането ѝ – средата на XIII век.